# Джон Анистън
Джон Анистън (на английски John Aniston), роден като Янис Анастасакис е американски актьор от гръцки произход. Известен е с ролята си на Виктор Кириакис в сериала „Дните от нашия живот“.
Джон Анистън е баща на Дженифър Анистън от първия му брак с актрисата Нанси Доу, също така има син, Александър, от втората си съпруга Шери Руни.